# Vladimir Artemiev
 (juin 2021).
Si vous disposez d'ouvrages ou d'articles de référence ou si vous connaissez des sites web de qualité traitant du thème abordé ici, merci de compléter l'article en donnant les références utiles à sa vérifiabilité et en les liant à la section « Notes et références ».
Pour les articles homonymes, voir Artemiev.
Vladimir Andreïevitch Artemiev (en russe : Владимир Андреевич Артемьев) (né le 6 juillet 1885 à Saint-Pétersbourg et mort le 11 septembre 1962 à Moscou) était un scientifique soviétique spécialiste des fusées. Il a fait partie de l'équipe qui a inventé la katioucha.
Il a été décoré de l'Ordre du Drapeau rouge du Travail, de l'Ordre de l'Étoile rouge et a été lauréat du Prix Staline.
Le cratère Artemy'ev, un cratère de la face cachée de la Lune porte aujourd'hui son nom.